# Joakim Puhk

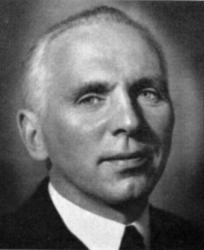
Joakim Puhk, Aufnahme von 1936

Joakim Puhk (* 13. Maijul. / 25. Mai 1888greg. in Viljandi; † 14. September 1942 in Kirow, Sowjetunion) war ein estnischer Unternehmer und Sportfunktionär.

## Frühe Jahre
Joakim Puhk wurde als drittes von sieben Kindern des estnischen Streichholzfabrikanten und Sägewerksbesitzers Jaak Johann Puchk († 1917) und dessen Ehefrau Anna Luise († 1931) geboren. Joakim Puhk besuchte bis 1904 die Handelsschule in Riga. 1905 nahm er als Sozialdemokrat an der Russischen Revolution von 1905 teil. Er wurde im März 1906 wegen seiner Tätigkeit in Tartu inhaftiert und zu drei Jahren Freiheitsentzug verurteilt. Puhk kam 1909 wieder frei. 1907 zog die Familie nach Tallinn.

## Wirtschaftsmagnat
1914 erfolgte die Umbenennung des 1881 gegründeten väterlichen Betriebs in J. Puhk & Pojad („J. Puhk & Söhne“). Jaak Johann Puhk betrieb unter diesem Namen erfolgreich ein Kaufhaus. Nach dem Tod des Vaters 1917 übernahm Joakim Puhk gemeinsam mit seinen Brüdern Eduard, Voldemar, Aleksander und Evald das Geschäft. Neben seinen Anteilen an der väterlichen Firma wurde Joakim Puhk Miteigentümer der estnischen Metall- und Maschinenfabrik Ilmarine. Später wurde die Firma um die größte estnische Kornmühle erweitert.
1917/18 war Puhk Vorsitzender des estnischen Nahrungsmittelkomitees und 1918/19 stellvertretender Ernährungsminister der Republik Estland. 1918/19 finanzierten die Brüder Puhk teilweise die Arbeit der Provisorischen Regierung. Bei den Pariser Vorortverträgen 1919 und bei den Verhandlungen zum Frieden von Dorpat 1920 war Puhk als Handelsdelegierter Mitglied der estnischen Delegation. Puhk war Mitglied der verfassungsgebenden Versammlung (Asutav Kogu), die die erste estnische Verfassung ausarbeitete.
1924 wurde Joakim Puhk Vorsitzender des estnischen Arbeitgeberverbandes, ein Jahr später Vorstandsvorsitzender der Estnischen Handels- und Wirtschaftskammer (bis 1940). Von 1932 bis 1940 war er Vorsitzender der Vereinigung estnischer Großkaufleute (Eesti Suurkaupmeeste Ühing). Daneben war Puhk Vorstandsmitglied des Versicherungskonzerns Eesti Lloyd und Mitglied des Zentralbankrats der Eesti Pank.
In der Zwischenkriegszeit zählten die Brüder Puhk zu den wichtigsten und wohlhabendsten Unternehmern Estlands. Joakim Puhk gilt mit einer jährlichen Einkommensteuer von 11.000 Estnischen Kronen Mitte der 1930er Jahre als reichster Este zwischen 1918 und 1940. Eine zwielichtige Rolle wird den Brüdern Puhk beim Kauf der estnischen Botschaftsgebäude in Berlin und London sowie beim Handel mit russischem Gold zugeschrieben. Die Wirtschaftskrisen 1923/24 und in den 1930er Jahren überstanden sie weitgehend unbeschadet.
Puhk war Honorarkonsul von Litauen (1921–1927) und Finnland (1927–1940). Er nahm auch an den Arbeiten des Völkerbunds teil. 1938 wurde Puhk Mitglied des estnischen Staatsrates (Riiginõukogu).
1921 heiratete Joakim Puhk die Unternehmertochter Anna Sinisoff. 1927 wurde die Tochter Eva-Agne, 1933 die Tochter Anna Mirjam geboren.

## Sportfunktionär
Neben seiner wirtschaftlichen Tätigkeit war Puhk ein bedeutender Sportmäzen, der das sportliche Leben im Estland der Zwischenkriegszeit nach Kräften förderte und finanziell unterstützte. Nachdem Friedrich Karl Akel 1932 als erstes estnisches Mitglied des Internationalen Olympischen Komitees (IOK) ausgeschiedenen war, schlug das Estnische Olympiakomitee im Januar 1936 (im Zusammenhang mit den Olympischen Spielen in Berlin) Puhk zum neuen estnischen Vertreter im IOK vor. Puhk wurde am Vorabend der Spiele 1936 als Mitglied des IOK aufgenommen und blieb es bis zu seinem Tod 1942. 1936 erhielt er für sein Engagement das deutsche Olympia-Ehrenzeichen.

## Verhaftung und Hinrichtung
Mit der sowjetischen Besetzung Estlands 1940 wurde die Firma J. Puhk & Pojad von den Besatzungsbehörden enteignet. Joakim Puhk wurde – wie auch seine Brüder – am 31. August 1940 auf Befehl des Volkskommissariats für Innere Angelegenheiten der Estnischen SSR festgenommen. Er saß zunächst im Patarei-Gefängnis in Tallinn ein, bevor er im Juni 1941 in die Oblast Kirow, ins Innere der Sowjetunion, verbracht wurde.
Joakim Puhk wurde am 8. August 1942 vom NKWD zum Tode verurteilt und im folgenden Monat im Gefängnis Nr. 1 von Kirow erschossen.